# Відділ діалектології НАН України
 Відділ діалектології НАН України  — один із відділів Інституту української мови НАН України.

## Історія відділу діалектології як частини НАНУ
Вивчення української діалектної мови в Академії наук України розпочалося з перших років існування мовознавчих установ у системі Академії, що продовжило традицію українського мовознавства XIX ст. щодо уваги до народних говорів. Зародження української діалектології як розділу лінгвістики пов'язане насамперед з діяльністю вчених, об'єднаних навколо Наукового товариства ім. Шевченка, Південно-західного відділення Російського географічного товариства, «Громади», Харківського, Львівського, Київського, Московського, Варшавського університетів: чимало уваги проблемам української діалектології приділяли російські, білоруські, польські філологи кінця XIX — початку XX ст. (О. Соболевський, О. Шахматов, М. Дурново, Ю. Карський, К. Ніч та ін.), що згодом мало продовження в діяльності вчених цих лінгвістичних шкіл упродовж XX ст. На час формування Української академії наук у лінгвістичній україністиці вже усталилися основні напрями дослідження діалектної мови, зокрема: вияв діалектного членування українського мовного континууму; опис структурних особливостей говірок чи більших діалектних утворень; з'ясування генези діалектних явищ.
Ці напрями вивчення говорів продовжили діалектологи Академії наук, які спершу працювали у різних комісіях, у 1928—1930 рр. — як члени Діалектологічної комісії ВУАН (під керівництвом А. Ю. Кримського), а після утворення Інституту мовознавства цю роботу зосереджували у структурних підрозділах — відділі, групі, секторі; у різні роки колектив діалектологів очолювали О. Н. Синявський, Ф. Т. Жилко, Т. В. Назарова, І. Г. Матвіяс, П. Ю. Гриценко. З початку 50-х рр. діалектологічна проблематика, зокрема участь у підготовці Атласу української мови, стала однією з провідних у філіалі Інституту мовознавства у Львові. Зауважимо, що вивчення української діалектної мови ніколи не обмежувалося установами Академії наук, а здійснювалося в різних наукових і навчальних осередках в Україні та поза її межами, хоча на всіх етапах розвитку цієї галузі лінгвістики роль мовознавчих інституцій Академії була визначальною.
Складні умови становлення та діяльності Академії наук України у перші десятиліття, суспільна нестабільність та методологічні хитання у мовознавстві позначилися і на довоєнній діалектології: об'єктивні пошукові праці 20-х — початку 30-х рр. про синхронний стан і динаміку явищ в окремих говірках чи говіркових групах нерідко поступалися місцем статтям виразно політично замовного плану, автори яких насамперед ставили за мету засвідчити зміни у мовленні колгоспників, його «збагачення» неологізмами суспільно-політичної, виробничої сфер, як і відчутне «очищення» від діалектних явищ — символів переможеного минулого. Такі праці були однією з форм втілення «нового вчення» про мову, зокрема щодо стадіальних змін мови залежно від змін суспільно-економічних формацій.
Для розвитку української діалектології визначальними виявилися ті фундаментальні дослідження, автори яких, спираючись на нові автентичні свідчення говірок, продовжували традиції опису діалектів за різними структурними рівнями чи то з позицій диференціації з тогочасним літературним стандартом, чи з позицій системності безвідносно до наявності спільних для говірок і літературної мови елементів.

## Співробітники відділу діалектології
- Гриценко Павло Юхимович — завідувач відділу діалектології, директор Інституту української мови НАН України (з 2008).
- Вербич Наталія Сергіївна — кандидат філологічних наук, старший науковий співробітник.
- Кобиринка Галина Степанівна —  кандидат філологічних наук, старший науковий співробітник.
- Поістогова Марина Валеріївна — кандидат філологічних наук, старший науковий співробітник.
- Рябець Людмила Віталіївна —  кандидат філологічних наук, старший науковий співробітник.
- Юсікова Олена Віталіївна — кандидат філологічних наук, старший науковий співробітник.
- Колєснік Людмила Ярославівна — кандидат філологічних наук, науковий співробітник.
- Ткачук Марина Миколаївна — кандидат філологічних наук, науковий співробітник.
- Задорожня Ірина Володимирівна — кандидат філологічних наук, молодший науковий співробітник.
- Сікора Галина Вікторівна — кандидат філологічних наук, молодший науковий співробітник.

## Найбільші досягнення

### «Питальник…»
1939 р. Ф. Т. Жилко, П. С. Лисенко і М. А. Жовтобрюх підготували, а 1940 р. — літографовано опублікували «Питальник для збирання діалектного матеріалу української мови», за яким проведено кілька пробних експедицій; до цього записування матеріалів здійснювали або за «Програмою для збирання діалектичних одмін української мови» (К.,1910) К. Михальчука і Є. Тимченка, або за інструкцією Є. Тимченка «Вказівки, як записувати діалектичні матеріали на українському язиковому обширі» (К., 1925).

### Діалектологічний атлас
У травні 1941 р. відбулася І діалектологічна нарада за участю російських діалектологів В. М. Жирмунського, Б. О. Ларіна, Ф. П. Філіна, присвячена підготовці Діалектологічного атласу української мови. На нараді було визначено методологічні засади створення атласу, окреслено завдання щодо записування матеріалів тощо. Передбачалося, що атлас дасть відповідь на головні питання: як диференціюється український мовний простір, якими є межі поширення одиниць діалектного членування.
До створення українського діалектологічного атласу мовознавці повернулися одразу після Другої світової війни. З цією метою Б. О. Ларін уклав «Програму для збирання матеріалів для діалектологічного атласу української мови» (К., 1948. — 165 с), яка містила перелік діалектних явищ та питань, спрямованих на їх вияв у говірках за допомогою слів (форм)-репрезентантів. Було охоплено всі структурні рівні — акцентологію, фонетику, словозміну й словотвір, лексику, фразеологію, синтаксис. Добір явищ, коло яких з практичних міркувань не можна було надто поширювати, спирався на тогочасну інформацію про просторову диференціацію діалектної мови, важливіші ареальні протиставлення. У «Програмі…» також було подано інструкцію записувачам матеріалів та транскрипцію.
Після апробування «Програми…» в польових умовах її обговорено і після доопрацювання Ф. Т. Жилком, В. С. Ільїним і П. С. Лисенком опубліковано 1949 р. «Програма…» 1949 р. стала вихідним документом для збирання діалектних матеріалів для «Атласу української мови» (АУМ); нею визначено коло лінгвістичних проблем, явищ та мовних одиниць, які згодом стали предметом вивчення й картографічної інтерпретації.

### Регіональні атласи
Сьогодні в АН та університетах України у співпраці з академічними установами підготовлено понад три десятки регіональних атласів, що свідчить про сформовану українську школу лінгвістичної географії.

##### «Лінгвістичний атлас українських говорів Закарпатської області УРСР. Лексика»
Першим великим обласним атласом став «Лінгвістичний атлас українських говорів Закарпатської області УРСР. Лексика» (Ч. 1-3, Ужгород, 1958—1993); це умовно монорівневий атлас — з пріоритетною увагою до лексики, хоча на картах і в коментарях відтворено семантику та формальне варіювання — фонемне, морфемне, акцентне — кожної лексеми. Закономірно, що цей атлас відбиває на картах впливи сусідніх сло -вацьких, польських, угорських та румунських говорів; наслідки та багатопланової взаємодії — поширення, нерідко — і час проникнення запозичень — автор описав у низці статей та в монографії «Українсько-західнослов'янські лексичні паралелі» (К., 1969).

##### «Лінгвістичний атлас нижньої Прип'яті»
Цінним щодо розв'язання складних проблем міжмовної, міждіалектної взаємодії, генези українських говірок, також поглиблення методики картографування став атлас Т. В. Назарової «Лінгвістичний атлас нижньої Прип'яті» (К., 1985). І Ця праця є наслідком багаторічної І польової роботи авторки та її лінгвогеографічних експериментів, реалізованих у структурних картах у І—III томах АУМ. Центральне за- і вдання атласу Т. В. Назарової — розмежування українського і білоруського діалектного континуумів, відтворення глибини їхньої структурної та просторової взаємодії, що вперше докладно репрезентовано картографічно. Проте значення цього атласу виходить за межі названих проблем: у ньому виявлено перебудову окремих ділянок структур говірок інтерферентної зони; зафіксовано гіперизми, що постали внаслідок спротиву говірок інодіалектним впливам. Мережа атласу Т. В. Назарової охоплює говірки, поширені в Чорнобильському, Поліському та на півночі Іванківського району Київської обл. України, в Наро-влянському, Хойницькому та Брагинському районах Білорусі, що дало змогу не лише виявити білоруські впливи на українські говірки, а й українські — на білоруські. На жаль, під час підготовки атласу до друку частина населених пунктів на терені Білорусі була знята цензурою, чим завдано відчутної шкоди інформативності цієї праці. Атлас Т. В. Назарової продемонстрував інтерпретативні можливості карти. Зауважимо, що досліджені Т. В. Назаровою говірки після аварії на Чорнобильській АЕС 1986 р. перестали існувати як цілісний діалектний континуум; це робить її працю, як і «Лексичний атлас Правобережного Полісся» М. В. Никончука (Київ-Житомир, 1994) та публікації словникових матеріалів цього ж автора154 безцінними свідченнями про структуру цих архаїчних діалектів Славії.

### Збірники діалектних текстів
Важливим напрямом діяльності діалектологів була і залишається підготовка збірників діалектних текстів, у яких було б подано зразки мовлення з усіх українських діалектів. Реалізація такого задуму передбачала створення колекції фонозаписів одного часового зрізу з наступним їхнім транскрибуванням за єдиними засадами (невелике коло виконавців мало забезпечити високий ступінь зіставності у відтворенні говіркових явищ). Книга мала подати зразки діалектного мовлення для загального ознайомлення з особливостями говірок, стати одним із джерел вивчення структури говірок та задовольнити потреби дидактики. Ці завдання реалізовано під час підготовки книги «Говори української мови. Збірник текстів» (Укладачі: С. Ф. Довгопол, А. М. Залеський,Н. П. Прилипко. — К., 1977), для якої у 232 населених пунктах (включно 25 н.п. поза межами України) експедиційно записано діалектне мовлення. Праця стала першою загальноукраїнською збіркою діалектних текстів. Магнітофонні записи, зібрані в межах цього проекту, склали основу створеного пізніше «Українського діалектного фонофонду».
До створення збірників діалектних текстів як форми збереження автентичної й значної за обсягом інформації про структуру говірок діалектологи повернулися наприкінці 80-х — початку 90-х рр., коли очевидною стала загроза руйнування середньополіського діалекту внаслідок техногенної катастрофи на Чорнобильській АЕС 1986 р. та відселення мешканців екологічно ураженої зони в нове діалектне оточення. Ці обставини, з одного боку, стали поштовхом до підготовки колективної праці «Говірки Чорнобильської зони. Тексти» (К., 1996) і «Говірки Чорнобильської зони. Системний опис» (К., 1999), а з другого, загострили проблему лінгвоекології, складовою якої є збереження для наступних поколінь дослідників інформації про діалектне мовлення. Розгортання цієї роботи дало відчутні наслідки: у різних наукових центрах (Луганський, Львівський, Ужгородський університети) підготовлено регіональні збірники діалектних текстів, а також  із записами діалектного мовлення (Донецький, Черкаський університети).

## Фонологічні дослідження українських діалектів
Фонологічні дослідження українських діалектів у 20-ті рр. були спробою уникнути «суб'єктивно-імпресіоністичної» фіксації та відтворення фонетики говірок, виробити об'єктивні критерії визначення звукової одиниці та кількості цих одиниць, не вдаючись при цьому до міжмовних порівнянь сумнівної доказової сили. На цьому наголошував О. Н. Синявський, який піддав критиці спроби О. Брока, О. Курило, М. Йогансена, А. Геровського та ін. діалектологів визначати велику кількість звуків у говірці, обґрунтувавши доцільність застосування поняття фонема, яке, за Л. Щербою, розумів як мінімальний звуковий елемент, здатний диференціювати значення слів («З української діяле-ктології. Про фонематичний принцип у діялектології» // Український діялектологічний збірник. Кн. II. — К., 1929). Згодом прийоми фонології в описах українських діалектів використовувалися значно ширше, що вплинуло на глибину досліджень. Водночас здійснено узагальнення фонемних характеристик українських діалектів (див. низку праць Ф. Т. Жилка: «Фонологічні особливості української мови в порівнянні з іншими слов'янськими». — К., 1963; «Діалектні відмінності голосних фонем української мови» // Укр. мова в школі. — 1960, № 4; «Діалектні відмінності приголосних фонем української мови» // Там само. — 1961, № 4; «Голосні неоднорідного творення („дифтонги“) в українській мові» // Там само. — 1962, № 3).
Перспективність фонологічного аналізу діалектної мови засвідчили насамперед праці Т. В. Назарової та А. М. Залеського. Фонологічний підхід дозволив не лише докладніше описати склад фонем та їхню реалізацію в сучасних говірках, а й змоделювати внутрішні механізми змін фонологічних систем, етапи їхніх трансформацій. Описані Т. В. Назаровою з позицій фонології ареали активної міждіалектної взаємодії («Фонологическое описание говора контактной зоньї» // 06-щеславянский лингвистический атлас. Материальї и исследования. 1969. — М., 1970; «К характеристике украинского вольшско-полесско-го вокализма» // Там само. — 1970. — М., 1972 та ін.) підготували ґрунт для картографічного представлення в Атласі української мови типів фонологічних систем, що було першою спробою такої інтерпретації матеріалу в атласі.

## Акцентологія
Акцентологія українських говірок не стала предметом активного вивчення; поодинокі спостереження 20-30-х рр. пізніше не були належно продовжені, хоча історична акцентологія завдяки працям Л. А. Була-ховського, а пізніше — В. Г. Скляренка посіла чільне місце в україністиці й славістиці. Акцентологічні спостереження дослідники найчастіше подавали як принагідні коментарі в аналізі граматичних форм чи фонетичних явищ, хоча майже послідовно зазначали наголошування слів у спеціальних словничках чи вокабулярах-додатках до описових праць, а також у публікованих текстах говіркового мовлення. Серед окремих праць заслуговує на увагу невелика розвідка /. Ф. Омеляненка «Діалектологічні спостереження над наголосом мови колгоспників сіл Шевченкового і Будищ» (Наукові записки [Інституту мовознавства]. Т.1. — К., 1941), у якій локальні відмінності словесного наголосу є предметом спеціального аналізу; на підставі експедиційно зібраного матеріалу автор зафіксував неусталеність наголошування окремих слів різних частин мови («подвійний» наголос), відмінності від тогочасної літературної норми в акцентуванні слів і форм.

## Діалектогенез
Важливим для пізнання історичного минулого української мови та етногегнезу є дослідження діалектогенезу: умов, часу і причин формування діалектів. Проте висвітлення цієї проблеми ще не набуло необхідного рівня. Так, діалекогенгенетичні висновки праць у книзі «Полтавсько-київський діалект — основа української національної мови» іК., 1954), попри низку конкретних слушних спостережень, в цілому ве знайшли підтримки156. Загалом ця важлива проблематика досі обмежена низкою статей (Ф. Т. Жилко. «Формування і розвиток української мови в світлі даних історичної діалектології». — Львів, 1958; В. В. Нім----;. «Проблеми українського діалектогенезу» // Проблеми сучасної ареалогії. — К., 1994; див. також вище статті Й. О. Дзендзелівського та ін.). Зауважимо, що свого часу точилися гострі дискусії щодо генези окремих діалектів та діалектоносіїв; варто згадати хоча б гостру полеміку навколо «теорії Погодіна-Соболевського», щодо походження гуцульського, лемківського діалектів та ін.
До студій про діалектогенез проблемно прилягають ті дослідження мови писемних пам'яток у яких враховується просторовий дискурс -віднесення до діалектів, діалектних зон (як праці Ю. С. Виноградського -про локальні риси східнополіських пам'яток ХУІІ-УШ ст., М. А. Жовтобрюха — про мову актів Бориспільського міського уряду XVII ст., ТІ. Д. Тимошенка — про мову описів замків XVI ст., І. ТІ. Чепіги — про мову Пересопницького Євангелія, Л. Г. Коць-Григорчук — про діалектні риси лексикону Памва Беринди та написів на іконах та ін.).

## Підсумки
Підбиваючи підсумки огляду української діалектології, передусім в Інституті мовознавства АН України, зазначимо, що етапним для вивчення української діалектної мови майже упродовж усього XX ст. був науковий проект «Атлас української мови» — збирання матеріалів, створення концепції, укладання, а згодом — і публікація карт (Т. 1-3. — К., 1984—2001). Ця праця створила якісно нову дослідницьку ситуацію: українська мова постала в просторовій проєкції за свідченнями різних структурних рівнів. Адже в АУМ відбито інформацію про акцентологічні, фонематичні й фонетичні, граматичні, лексичні та синтаксичні особливості українських говірок. Уперше на картах одного атласу вдалося відтворити — на підставі густої мережі обстежених населених пунктів з 2359 н.п. — просторову відмінність і варіативність мовних одиниць і явищ на всьому просторі функціонування української мови. Незаперечна перевага цієї праці перед регіональними атласами й у тому, що нере-левантні для окремої діалектної зони протиставлення набувають особливої цінності в загальноукраїнському мовному континуумі. Усього АУМ об'єднує 1093 зональних і 53 загальноконтинуумних карти.
Реалізація цього наукового проекту стала поштовхом у розвитку дескриптивного та лінгвогеографічного напрямів у дослідженні українських діалектів.
Важливим напрямом діяльності діалектологів Академії наук була координація наукової роботи передусім працівників університетів та педінститутів, а також тих зарубіжних українознавчих центрів, у яких досліджували українські говірки за межами України. Це зумовлено насамперед необхідністю залучення великої кількості експлораторів до записування матеріалів за програмами «Атласу української мови», а пізніше — «Загальнослов'янського лінгвістичного атласу» та «Лексичного атласу української мови». Експедиційна робота за вказаними програмами спонукала і до записування матеріалів у межах індивідуальних дослідницьких проектів, що сприяло підготовці низки індивідуальних монографій, тематичних збірників, регіональних словників та атласів різного обсягу та охоплення діалектних зон.
Особливу роль у координації діалектологічних досліджень відіграли організовані Інститутом мовознавства діалектологічні конференції, (наради), яких від 1941 р. до 1977 р. відбулося 14; пізніше наради проводилися нерегулярно, часто в різних наукових осередках України; тези, а після багатьох нарад — і збірники матеріалів, містили нові діалектні матеріали, знайомили з новими прийомами опису та пояснення діалектних явищ. Організаційну функцію, окрім власне евристичної, виконували окремі видання — «Український діалектологічний збірник» (книга І—II, 1928—1929; відновлено видання у 1997 р.) та «Діалектологічний бюлетень» (вип. Г-ІХ, 1949—1962, відновлено видання у 2005 р.).
Наслідком багаторічної діяльності діалектологів Академії наук України у тісній співпраці з дослідниками університетів та наукових центрів поза Україною стали фундаментальні дослідження про територіальні відмінності української мови, їхній характер, глибину структурних протиставлень у межах континууму як цілості. Насамперед це «Атлас української мови», т. 1-3; українська частина багатотомної праці «Загальнослов'янський лінгвістичний атлас» (вип. 1, 1988; досі опубліковано 4 випуски лексико-словотвірної та 5 випусків фонетико-граматичної серій: видання продовжується); регіональні атласи Т. В. Назарової, Й. О. Дзендзелівського, В. С. Ващенка, К. Ф. Германа, Г. І. Мартинової, І. В. Сабадоша, Р. С. Омельковець та ін. Укладено низку регіональних словників (П. С. Лисенка, О. С. Мельничука, Л. С. Паламарчука. А. А. Берлізова, М. Й. Онишкевича, В. С. Ващенка, В. А. Чабаненка, Г. Л. Аркушина та ін.). Створено значні за обсягами картотеки матеріалів, записаних за програмами загальномовного, полімовних та регіональних атласів, та картотеки регіональних і загальноукраїнського діалектного словників; створено Український діалектний фонофонд, у якому зафіксовано автентичне звучання діалектного мовлення з різних зон; розширення цих інформаційних фондів триває.
Сьогодні емпірична база української діалектології уможливлює формулювання і поетапне розв'язання значно складніших проблем, ніж це було донедавна; зокрема, створення кадастру явищ української діалектної мови; зіставний та історико-типологічний аналіз одиниць і явищ українського континууму на тлі слов'янському; підготовку словника українських діалектів.